# Henri Lepage (historien)
Pour les articles homonymes, voir Henri Lepage et Lepage.
Henri Lepage (né à Amiens le 2 septembre 1814, mort à Nancy le 27 décembre 1887) est l'archiviste du département de la Meurthe de 1846 à 1871, puis de Meurthe-et-Moselle après 1871 ainsi qu'un statisticien et historien français spécialisé dans l'histoire de la Lorraine.

## Biographie
Henri Lepage est le fils d'un compagnon-typographe parisien et de la fille de l'imprimeur nancéien Bontoux. Les ouvriers typographes forment une élite ouvrière, reconnue et nullement désargentée, surtout si elle est associée à une famille patronale d'imprimeur-entrepreneur. La petite famille, d'abord installée à Amiens, revient vite[Quand ?] vivre à Nancy. Contrairement à une légende de pauvre enfance et d'âpreté de vie qu'il sut propager plus tard, le jeune Henri vit dans l'aisance, mais ce doux rêveur, lecteur assidu de Walter Scott, doit poursuivre des études classiques au petit séminaire de Pont-à-Mousson avant de rejoindre le collège de Nancy, où il passe son baccalauréat général en 1832.
Le jeune lettré envisage une carrière littéraire, en recherchant les vibrations romantiques apportées par ses romans fétiches Ivanhoé et Quentin Durward, renforcées par le choc médiéval de Notre-Dame-de-Paris dans la veine hugolienne. Tout en découvrant un journalisme rapide, comme jeune rédacteur du Journal de la Meurthe, chargé de faire le compte-rendu des spectacles et mondanités, tout en tenant le courrier de la mode, sous l'égide de la préfecture, Henri Lepage élabore en privé, avec une rigueur d'homme de plume, poésie et prose, nouvelles et petits romans historiques, qu'il s'efforce de faire paraître dans la revue Le Littérateur lorrain, à la fin des années 1830. Sa production parue entre 1836 et 1838 est rassemblée dans le recueil sous le titre romantique Fleurs de Lorraine. Cette approche personnelle lui vaut quelques critiques indulgentes ou acerbes, et surtout le jugement destructeur de l'érudit historien de Nancy, Jean-Baptiste Noël, ne taisant pas une facile démonstration d'ignorance. Pourtant, par le biais littéraire, il est déjà membre correspondant de l'académie Stanislas en 1840.
Commençant, sans vocation et par rude hachure, sa vie professionnelle comme typographe à Nancy, il abandonne ce premier métier en 1842 pour entrer aux archives départementales de la Meurthe, d'abord en tant qu'adjoint, puis comme archiviste à partir de 1846. Son ascension fulgurante à la fin de Monarchie de Juillet, régime unanimement décrié et impopulaire en dehors des classes possédantes, semble due à trois facteurs : 
- Henri Lepage avait fait ses preuves comme journaliste rédacteur au service de la préfecture,
- les réformes du ministre François Guizot avaient donné une grande importance aux archives départementales, promue en centres de documentation scientifique de la nation et en entreprises de publications inédites, sous la responsabilité budgétaire garantie aux préfets par les conseils généraux, sous réserve d'agrément de rapports annuels,
- les archivistes-paléographes à peine sortis de l'École des chartes hésitaient à se perdre en province pour des postes à leur compétence, alors que les préfets, souvent pingres du fait des pressions des conseils généraux, n'étaient nullement disposés à intégrer des fonctionnaires supérieurs, indépendants, qui n'avaient pas été préalablement sous leur tutelle.

Henri met alors cette fonction à profit pour se former plus solidement en histoire, par des études de cas (biographie de personnage célèbre ou d'artiste, événement ou période définie, monument ou ruine, meuble et objet d'art ou quotidien anciens, monnaies, communauté, seigneurie ou état d'ancien régime, communes ou villes...). Il s'efforce ainsi de rassembler archives et documents qui lui permettent d'écrire les nombreux ouvrages demandés par les autorités sur l'histoire de ce département, dont un premier dictionnaire statistique en 1844.
En 1848, le premier archiviste du département de la Meurthe, membre titulaire de l'académie Stanislas, est nommé vice-président de la Société d'archéologie lorraine, puis en devient président en 1851, après son mémorable discours de 1850 à la grande porterie du Palais ducal sur le grand duc de Lorraine, Antoine, dévoilé en sculpture, et le reste jusqu'à sa mort en instaurant une soudure de la société d'archéologie et du comité du musée lorrain. Il est également membre correspondant la Société des antiquaires de France et de l'Académie nationale de Metz.
Il est significatif que ce bâtisseur de l'histoire locale, qui nous percevons par une étrange facilité en historien individualiste et autonome, n'agisse qu'en conformité stricte avec les circulaires ministérielles, puis en accord parfait avec le comité des travaux historiques et des sociétés savantes, ancêtre du CTHS que protège le pouvoir prescriptif du Second Empire, s'inscrivant ainsi dans la continuité des réformes de Guizot sur le rôle des archives.
Après les périodes révolutionnaires de 1848 émerge pourtant chez le digne notable historien et ambitieux archiviste-muséographe un irrésistible sentiment patriotique lorrain, emprunté au courant du lotharingisme. L'invention d'une nation lorraine ancienne - originale par une unité imaginaire - doit s'imprimer dans l'histoire locale, et cette étroite adhésion idéologique ouvre une longue brouille avec l'académie Stanislas qui avait choisi, par simple respect et politesse, une approche ouverte et pluraliste de l'histoire et de la géographie.
Se rêvant en grand historien de Lorraine, Henri Lepage, fier de ses quelque deux cents publications sur des sujets variés, a postulé par trois fois, en 1866, 1869 et 1872, à l'Académie des inscriptions et belles-lettres, pour y entrer en tant que membre correspondant. En vain, malgré les refus polis, ce qui le renvoyait cruellement à sa vaste érudition provinciale, sans formation initiale d'école spécialisée, chartiste ou universitaire.

## Hommages
Après sa mort, une souscription publique lancée par la Société d'archéologie lorraine permet d'élever un buste en son honneur. Ce bronze d'Ernest Bussière est inauguré le 11 janvier 1889 dans la galerie des Cerfs du Musée lorrain,. Le nom d'Henri Lepage est également donné à une rue de Nancy. Elle se situe à trois pâtés de maisons au nord du parc de la Pépinière, à l'ouest du canal qui longe ledit parc.

## Sélection de publications
- L'abbaye de Bouxières, Nancy, Wiener aîné fils, 1859, 143 p. lire en ligne sur Gallica.
- Une famille de sculpteurs lorrains, Nancy, L. Wiener, 1863, 52 p., lire en ligne sur Gallica.
- [PDF] Notice historique et descriptive de Gérardmer, 2 Renards Éditions, mai 2015 (1re éd. 1877), 127 p.  (ISBN 978-1-326-27343-9), présentation en ligne, texte intégral téléchargeable.
- Sur l'organisation et les institutions militaires de la Lorraine, Paris, Berger-Levrault, 1884, 444 p.
- Les Seigneurs, le château, la châtellenie et le village de Turquestein, Nancy, Sidot frères, 1886, 92 p. lire en ligne sur Gallica.
- Les Tapisseries des ducs de Lorraine, Nancy, typ. G. Crépin-Leblond, 47 p. (extrait du Journal de la Société d'archéologie lorraine, oct.-nov. 1886, 47 p.) lire en ligne sur Gallica

### Romans et nouvelles
- Recueil Fleurs de Lorraine, en deux volumes, 1842.

### Publications concernant la Meurthe
- Le département de La Meurthe : statistique historique et administrative, Nancy, Peiffer, 1843 (2 volumes) (BNF 36386873).
- Annuaire administratif, statistique, historique et commercial de la Meurthe, de 1849 à 1870.
- Les Communes de la Meurthe : journal historique des villes, bourgs, villages, hameaux et censes de ce département, Nancy, 1853 (BNF 36386877).
- Dictionnaire géographique de la Meurthe, Nancy, 1860 (BNF 30793734).
- Dictionnaire topographique du département de la Meurthe, Paris, Imprimerie impériale, 1862 (BNF 30793735).